# プシェミスウ2世 (ポーランド王)
プシェミスウ2世（ポーランド語：Przemysł II, 1257年10月14日 - 1296年2月8日）は、ポーランド王（在位：1295年 - 1296年）。ポズナン公（在位：1277年 - 1296年）、ヴィエルコポルスカ公（在位：1279年 - 1296年）、クラクフ公（在位：1290年 - 1291年）、ポメレリア公（在位：1294年 - 1296年）でもあった。

## 生涯

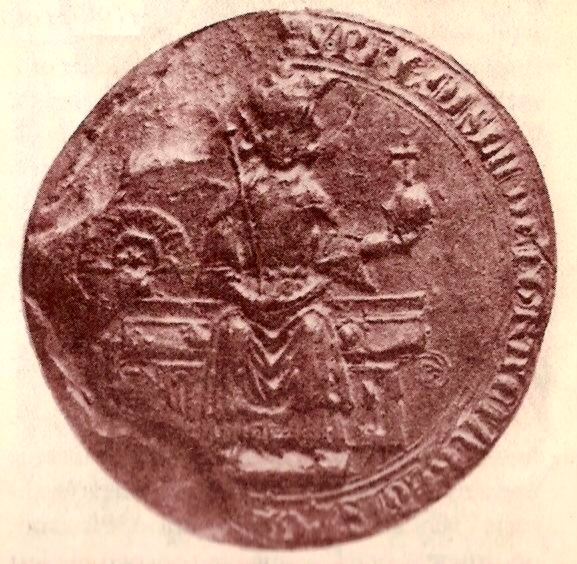
プシェミスウ2世の印章

ヴィエルコポルスカ公プシェミスウ1世と、シロンスクのヘンリク2世の娘エルジュビェタの間に長男として生まれた。1277年以前からプシェミスウ2世はポズナン公の地位を得ており、1279年には息子のいないまま亡くなった叔父のボレスワフ（敬虔公）からヴィエルコポルスカ公の座を引き継いだ。
しかし、1277年にレグニツァ公ボレスワフ2世がローマ王ルドルフ1世と同盟、甥のヴロツワフ公ヘンリク4世を誘拐したことに抗議、グウォグフ公ヘンリク3世、ボヘミア王オタカル2世と同盟してボレスワフ2世と息子のヤヴォル公ヘンリク5世に挑んだが、ストレツの戦いで敗れてヘンリク3世と共に捕虜となった。1281年にはヘンリク4世に捕らえられ、ヴィエルニの割譲と臣従を余儀なくされた。
プシェミスウ2世は1282年のケンプノの和約と秘密外交によって、子供のない親族の1人であるポメレリア（東ポモジェ）の公ムシチュイ2世の共同統治者となった。1287年には、西ポモジェ公ボグスワフ4世とも同盟し、ポモジェに対する影響力を強めた。1294年にはムシチュイ2世の死に伴い、グダニスクを相続した。
1290年、ポーランド大公を兼ねたヴロツワフ公ヘンリク4世が急死した。子供のいないヘンリク4世の遺言によって、プシェミスウ2世は1290年にクラクフとサンドミェシュを獲得したが、ボヘミア王ヴァーツラフ2世によって獲得した領土を奪われた。それでも1290年以後プシェミスウ2世はポーランド最有力の公であり、クラクフ公としてポーランド君主の地位を保持し、ポーランドの再統合を進めていった。この統合運動は教会の支持を受け、プシェミスウ2世は1295年、グニェズノ大司教ヤクプ・シフィンカおよび5人の司教の手でポーランド国王として戴冠した。ポーランドの君主が国王として戴冠したのは1079年のボレスワフ2世以来のことで、実に216年ぶりのことだった。

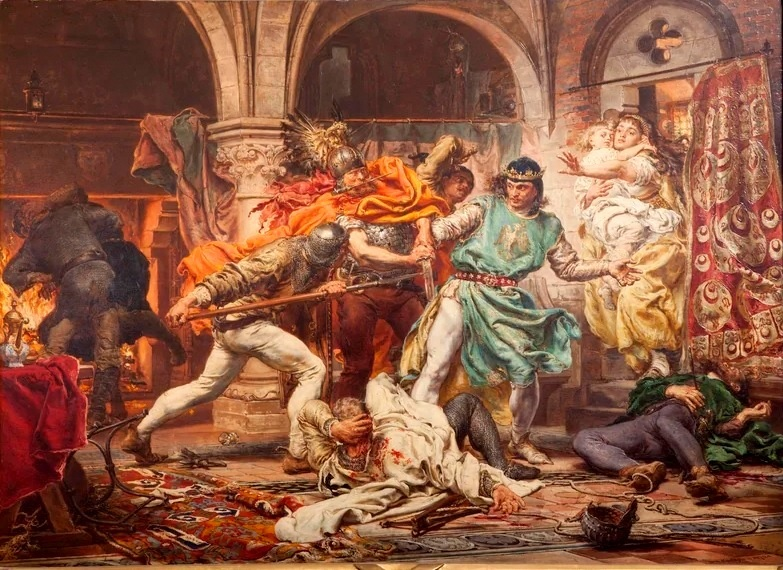
ポーランド王プシェミスウ2世の暗殺（ヤン・マテイコ画）

ところが1296年、プシェミスウ2世はナウェンチュ家、ザレンバ家などのポーランド貴族家門の支持を受けたブランデンブルク辺境伯の家臣達に誘拐され、2月8日、ヤクプ・カシュバという男の手で暗殺された。プシェミスウ2世の国王としての治世は短いものだったが、彼が復活させた王国は500年にわたって続くことになった。次の王位にライバルのクヤヴィ公ヴワディスワフ1世が名乗りをあげたが、すぐに人気を失い、有能なボヘミア王ヴァーツラフ2世がポーランド王として迎えられた。
中世の年代記によれば、プシェミスウ2世は子供の産めない最初の妻ルドガルダを殺した。ルドガルダは夫の殺意に気付き、見逃してくれるよう懇願した。しかしプシェミスウ2世は妻の願いを聞き入れず、ルドガルダは絞殺された。

## 結婚
1. 1273年 - メクレンブルク公ハインリヒ1世の娘ルドガルダ、子供なし
2. 1285年 - スウェーデン王ヴァルデマール1世の娘リキッサ、間に娘リクサ・エルジュビェタをもうけた
3. 1293年 - ブランデンブルク辺境伯アルブレヒト3世の娘マルガレーテ、子供なし